# Jeffrey Paul Hillelson
Jeffrey Paul Hillelson (ur. 9 marca 1919 w Springfield, zm. 28 maja 2003 w Shawnee Mission) – amerykański polityk, członek Partii Republikańskiej.

## Działalność polityczna
W okresie od 3 stycznia 1953 do 3 stycznia 1955 przez jedną kadencję był przedstawicielem 4. okręgu wyborczego w stanie Missouri w Izbie Reprezentantów Stanów Zjednoczonych.